# Marie-Anne Libert
Marie-Anne Libert (Malmedy, 7 de abril de 1782 - 14 de enero de 1865) fue una botánica, fitopatóloga, micóloga, brióloga, algóloga belga. Fue una de las primeras mujeres fitopatólogas; y de las primeras en identificar la seta responsable de «la enfermedad de la papa» (mildiu de la papa), que llamará Botrytis vastatrix Lib. detallándola en un memorando escrito en agosto de 1845. El micólogo alemán, Anton de Bary, se basó, entre otras cosas sobre su labor en 1876 cuando descubrió ese hongo, al que rebautizó Phytophthora infestans de Bary, fue la causa del moho, y no la consecuencia como se pensaba en ese momento.
También describió varios Ascomicetes patógenos de vegetales como Alternaria cheiranthi (Lib.) P.C.Bolle (basónimo : Helminthosporium cheiranthi Lib.), agente patógeno de los girasoles (maravillas), y Fusarium coeruleum Lib. ex Sacc., agente causante de una pudrición seca de la patata.

## Algunas publicaciones
- 1820. Sur un genre nouveau d'hepatiques, Lejeunia. 4 p.
- 1826. Mémoires sur des cryptogames observées aux environs de Malmédy. 7 p.
- 1830-37 - Plantae cryptogamicae quas in Arduenna collegit M. A. Libert, 4 v.
- 1852. Nouvel essai d'explication du monument d'Igel. En: Jahrbücher des Vereins von Altertumsfreunden im Rheinlande 19 (1853) 33-54.

### Libros
- pier Andrea Saccardo, casimir Roumeguère, marie anne Libert. 1881. Reliquiae mycologicae Libertianae. 21 p.

## Eponimia
Géneros
- (Familia Iridaceae) Libertia Spreng.[3]
- Libertiella (hongo ascomicetes)

## Reconocimientos
- El « Círculo naturalista de la Región de Malmedy » fundada en 1951, posteriormente convertida en « Cercle Royal Marie-Anne Libert », tomó su nombre en su honor.
- En 1965, para el centenario de su muerte, se erigió una estela teniendo un medallón con la efigie del Marie-Anne Libert en el parque de las Tanneries (Parque Marie-Anne Libert) en Malmédy.[4]